# Amerikansk militsbevægelse
Amerikanske militsbevægelse er et udtryk, der bruges af amerikanske myndigheder og sikkerhedsanalytikere til at henvise til en række private organisationer, der omfatter visse paramilitære grupper i landet.
Mens sådanne grupper eksisterede allerede i 1980'erne, fik bevægelsen momentum i 1990'erne. I midten af 1990'erne var sådanne grupper aktive i alle 50 amerikanske stater, med et medlemstal anslået til at være mellem 20.000 og 60.000.
Det amerikanske Southern Poverty Law Center (SPLC) identificerede på et højdepunkt i 2011 334 forskellige militsgrupper. Den identificerede 276 i 2015, en stigning fra 202 i 2014, og i 2022 eksisterer der stadig næsten 200 grupper, et fald fra 2015.
Bevægelsen er tættest forbundet med den amerikanske højrefløj.

## Juridisk legitimitet
De fleste militsorganisationer anser sig selv som værende juridisk legitime organisationer, på trods af, at alle 50 stater forbyder privat paramilitær aktivitet. Andre tilslutter sig den såkaldte "oprørsteorien", som beskriver retten til at gøre oprør mod tyranni.

## Modstand mod regeringen
Overbevisninger inden for militsbevægelsen omfatter en kombination af ideologier og holdninger, der almindeligvis forbindes med forskellige grupper, herunder Sovereign citizen-bevægelsen, skatteprotestbevægelsen i 1960'erne, Tea Party-bevægelsen og siden 2016 trumpismen. Disse overbevisninger drejer sig ofte om forskellige regeringsfjendtlige følelser, modstand mod opfattede indgreb i individuelle rettigheder og generel skepsis over for etablerede institutioner.
Det er vigtigt at bemærke, at ikke alle personer, der identificerer sig med militsbevægelsen, deler de samme overbevisninger eller deltager i ulovlige aktiviteter.
Selvom organisationer i militsbevægelsen har forskellige ideologier og mål, går mange af de større organisationer ind for skattefjendske, indvandringsfjendske, og libertarianske synspunkter, deler de generelt en fælles tro på den forestående eller faktiske fremkomst af en tyrannisk regering i USA, som de mener skal konfronteres med væbnet magt.